# جيوتو موراندي
جيوتو موراندي هو لاعب كرة قدم سويسري، ولد في 4 مارس 1999 في لوكارنو في سويسرا.

## وصلات خارجية
- جيوتو موراندي على موقع قاعدة بيانات كرة القدم.إي يو (الإنجليزية)
- جيوتو موراندي على موقع Soccerway.com (الإنجليزية)
- جيوتو موراندي على موقع عالم كرة القدم.نت (الإنجليزية)